# Wariackie święta
Wariackie święta (ang. Mixed Nuts) – amerykański film komediowy z 1994 roku. Amerykański remake francuskiego filmu Święty Mikołaj to śmieć (tytuł oryginalny: Le Père Noël est une ordure) z 1982 roku.

## Fabuła
Perypetie Phillipa, właściciela prywatnej gorącej linii telefonicznej pomagającej osobom znerwicowanym, cierpiącym na depresję i potencjalnych samobójców w Wenecji, małej miejscowości w Kalifornii. Jednak sam mężczyzna ma problemy gdyż nie dość, iż jest zadłużony to jeszcze jego dziewczyna zrywa z nim, a na dodatek jedna z koleżanek z pracy zostaje zatrzaśnięta w windzie i rezygnuje z pracy, druga natomiast zakochuje się w Philipie. Ale to jeszcze nie koniec kłopotów, które są splotem różnych zabawnych sytuacji.

## Obsada
- Steve Martin jako Philip
- Adam Sandler jako Louie
- Liev Schreiber jako Chris
- Rita Wilson jako Catherine O'Shaughnessy
- Juliette Lewis jako Gracie Barzini
- Anthony LaPaglia jako Felix
- Madeline Kahn jako Blanche Munchnik